# Exothyridium orsuccii
Exothyridium orsuccii är en skalbaggsart som beskrevs av Soula 2002. Exothyridium orsuccii ingår i släktet Exothyridium och familjen Rutelidae. Inga underarter finns listade i Catalogue of Life.